# 마이크로사이트
마이크로사이트(microsite)는 개인 웹페이지 또는 여러 페이지의 소규모 집단으로, 기존 웹사이트 내에서 개개의 실체로서 기능하거나 오프라인 활동을 보완하는 목적으로 사용된다. 마이크로사이트의 주 랜딩 페이지는 자체 도메인 네임 또는 서브도메인을 보유할 수 있다.

## 같이 보기
- 랜딩 페이지